# Die Frau im Doktorhut
Die Frau im Doktorhut ist eine deutsche Stummfilmkomödie aus dem Jahre 1920 von Rudolf Biebrach mit Lotte Neumann und Felix Basch in den Hauptrollen. 

## Handlung
Lily Guyot hat es zu einem Doktorhut gebracht und ist nach einem abgeschlossenen Jurastudium nun promovierte Anwältin. Viele Männer haben ein Auge auf sie geworfen, doch schließlich gab Lily ihrem Kollegen Georg Keller das Jawort. Dies aber hat auch Konsequenzen, denn eines Tages sind sie vor Gericht Prozessgegner. Nun geraten sich die beiden Eheleute kräftig in die Haare. Als Lily das Verfahren gewinnt, ist Georg stinksauer und verlangt von seiner Gattin, nie mehr wieder gegen ihn anzutreten. Am liebsten solle sie nach seiner Ansicht wieder ganz Frau werden und ihren Beruf aufzugeben. 
Die selbstbewusste Lily denkt jedoch gar nicht daran und sucht, empört von des Gatten Ansinnen, nach einem Scheidungsgrund. Den wählt sie in Gestalt des dicken und deutlich älteren Rechtsanwaltskollegen Siegmund Meyer I, der sie zwar einst umworben hatte, von ihr aber wie all die anderen einen Korb erhielt. Dies wiederum will Georg nicht zulassen und sorgt dafür, dass Meyer ein weiteres Mal abblitzt. Georg setzt sich schließlich durch, und Lily wird wieder ganz das kleine Frauchen, von dem ihr Mann stets geträumt hat.

## Produktionsnotizen
Die Frau im Doktorhut entstand im Frühjahr 1920, passierte die Zensur im Juni desselben Jahres und wurde am 2. Juli 1920 in Berlins Tauentzienpalast uraufgeführt. Der Vierakter mit einer Länge von 1346 Metern erhielt Jugendverbot.
Hans Sohnle gestaltete die Filmbauten.

## Kritik
Paimann’s Filmlisten resümierte: „Humoristik sehr diskret. Photos, Spiel und Szenerie ausgezeichnet. (Ein Schlager.)“